# Helena Morrissey
Helena Louise Morrissey, baronne Morrissey, (née Atkins ; 22 mars 1966)  est une femme d'affaires et militante britannique.

## Jeunesse
Morrissey est née à Bowdon, Cheshire en 1966 . Elle grandit près de Chichester et fait ses études à l'école Bishop Luffa . Ses deux parents sont enseignants. Elle étudie la philosophie au Fitzwilliam College, Cambridge.
Elle commence sa carrière aux bureaux d'obligations de New York et de Londres chez Schroders. Considérant que sa carrière n'y avance pas, elle part chez Newton Investment Management au début des années 1990 en tant que gestionnaire de fonds à revenu fixe . Morrissey devient la directrice générale de Newton; à partir de 2015, elle gère 47 milliards de £ d'actifs .
En 2010, Morrissey créé le Club 30% pour faire campagne pour une plus grande représentation féminine dans les conseils d'administration. Elle est administratrice de l'Eve Appeal, qui recueille des fonds pour les cancers gynécologiques, et elle est une ancienne présidente du conseil d'administration de la Royal Academy of Arts . Elle est également présidente du conseil consultatif de The Five Foundation, le Partenariat mondial pour mettre fin aux MGF, cofondé par Nimco Ali et Brendan Wynne.
En 2016, Morrissey reçoit un doctorat honorifique de l'université de Cambridge .
Morrissey est nommée commandeur de l'ordre de l'Empire britannique (CBE) dans les honneurs du Nouvel An 2012 pour les services aux entreprises britanniques et promue dame commandeur de l'ordre de l'Empire britannique (DBE) dans les honneurs d'anniversaire 2017 pour services à la diversité dans le domaine financier prestations de service.
Le 3 septembre 2020, elle est créée baronne Morrissey, de Chapel Green dans le comté royal de Berkshire. le 28 septembre 2020, elle prononce son premier discours chez les Lords .
Morrissey et son mari, Richard, ancien journaliste financier et père au foyer, sont les parents de neuf enfants, trois garçons et six filles, dont la musicienne Flo Morrissey . Ils se sont rencontrés pendant leurs études à Cambridge et vivent à Notting Hill, Londres ,.
Morrissey est l'auteur d'un livre, A Good Time to be a Girl (Harper Collins, 2018). 